# En resa genom Sverige år 1586

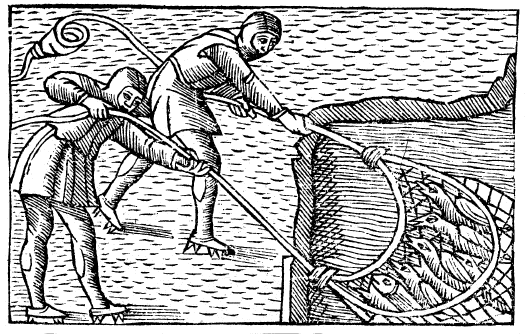
Fiske, illustration av Olaus Magnus, 1555

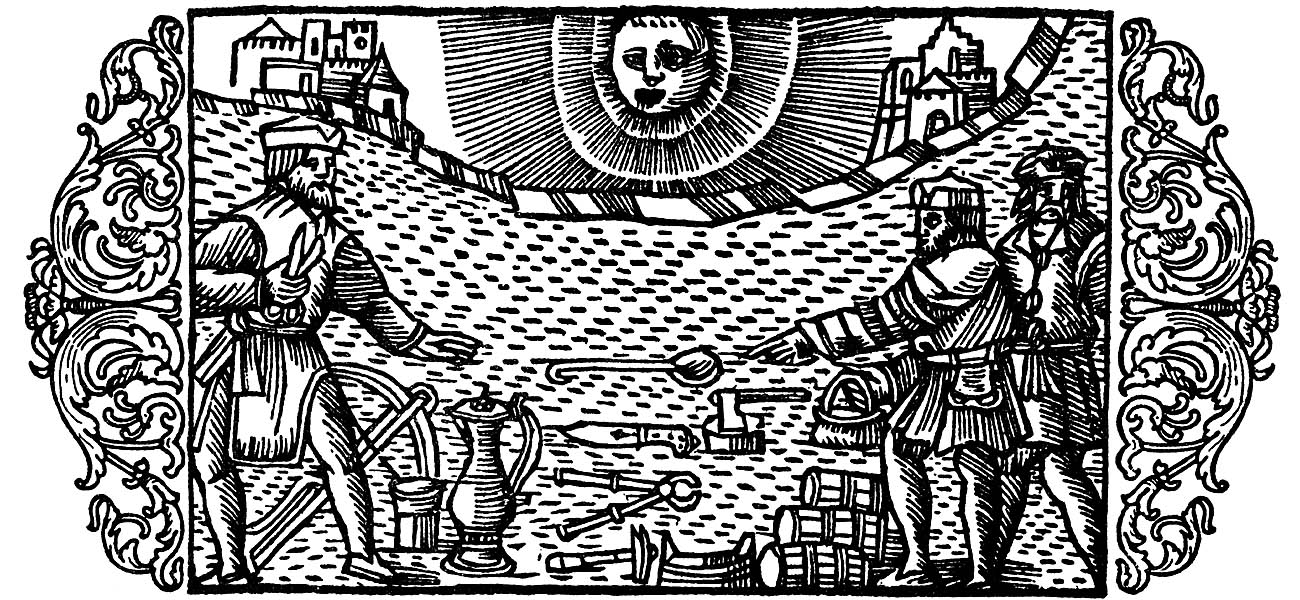
Marknad på isen på Fyrisån i Uppsala. Illustration av Olaus Magnus, 1555

En resa genom Sverige år 1586 är en reseskildring av Samuel Kiechel.
I februari–april 1586 gjorde den tyske borgaren Samuel Kiechel från Ulm en resa genom Sverige med häst och släde. Han reste från Helsingör över det då danska Skåne genom västra Småland till Uppsala och tillbaka längs Östersjökusten. Nordiska sjuårskriget hade tagit slut redan 1570, men han såg många spår av dess förödelse. Småland och delar av Västergötland och Östergötland hade då härjats av danskarna.
Det första stället de kom till i det dåtida Sverige var prästgården Ulfsbäck i Markaryds socken i Småland, dit de kom sent på natten och tog in hos prästen. Kiechel noterar att om man vill vara välkommen i bygder som denna i Sverige ska man förära husmodern kryddor som muskot, nejlikor, kanelbark eller ingefära och ge barnen mässingsringar, speglar eller knivar. Den 13 februari reste de 110 kilometer och kom fram till den lilla staden Jönköping efter midnatt. Den 19 februari kom de till Nyköping, där hertig Karl höll sitt hov, och den 20 till Strängnäs, där det var årsmarknad på isen med närvaro av hertig Karl. Den 23 februari på kvällen kom resesällskapet fram till Stockholm.
Efter en period i Stockholm besökte han Uppsala i mars. Från resan rapporterade han om att bönderna fiskar under isen med not. De hugger upp flera hål. När noten tas upp samlas upp till 40–50 personer för att hjälpa till. I näten finns bland annat strömming, ungefär hälften så stor som sill. Denna torkas och äts rå.
Den 16 mars påbörjades hemfärden tillsammans med en tillfällig reskamrat, i början med många strapatser, bland annat på grund av isråkar och vatten på isarna. I Söderköping fick han vila två dagar och torka sina tillhörigheter. Den 30 mars kom Kiechel till Kalmar, där kung Johan III och hans hov då vistades. Han fick också tillfälle att se kungen och hans familj i matsalen på Kalmar slott. Han firade sedan påskhelgen i Kalmar.
Samuel Kiechel berättar om husen i Småland och Blekinge att de oftast är byggda i rundtimmer i fyrkant i en vånings höjd. Mellan stockarna i de icke brädfordrade rummen var de strukna med lera eller kogödsel. Taken var vanligen belagda med grästorv, som på somrarna var får- och getbete. På taket fanns det ofta enda fönstret, en fot i fyrkant. I stugan fanns ett långt bord, med en sängplats bredvid, med sängkläder och också med halm för bondparet. Barnen låg omkring den varma bakugnen. På halmtäckta bänkar i stugan sov drängar och pigor.
Den 5 april lämnade han Kalmar på hästryggen och den 6 passerade han gränsorten Avaskär och tillbringade sedan natten i Nättraby. Via Hästaryd, Åhus och Veberöd red Samuel Kiechel den 10 in i Malmö. Den 13 april avseglade han från Malmö till Köpenhamn, en seglats som tog tre timmar.